# Ascesso anulare della cornea
L'ascesso anulare della cornea è una gravissima forma di cheratite suppurativa, che interessa la cornea in tutto il suo spessore.

## Clinica
Si manifesta in una forma acutissima ed evolve in poco tempo. È sostenuta da batteri che raggiungono la cornea attraverso i vasi del limbus e della sclera dopo essere migrati, attraverso il sangue, da focolai infettivi situati nel resto dell'organismo.
Una volta raggiunta la cornea, i batteri vi formano un ascesso. In poche ore tutta la congiuntiva s'infiamma, vi è un'intensa fotofobia, dolore corneale e intorpidimento dell'umor acqueo. Rapidamente la cornea assume l'aspetto di una carta assorbente e va in necrosi. I batteri si diffondono a tutto l'occhio e si instaura una gravissima panoftalmia.